# 张登 (战国)
张登（?—?），战国时期中山国人物。
五国相王，中山国君称王，齐国不满小国称王，想和燕国、赵国联合攻打中山。中山国君和相国蓝诸君很忧虑，张登让蓝诸君扮演齐王，演示自己说服齐国。中山国君于是派张登出使齐国。张登劝说齐国相国田婴，表示齐国如果因为中山称王而讨伐，是把中山逼着依附赵国、燕国、魏国。不如齐国支持中山称王，赵国等国家来讨伐中山，中山王一定销去王号，向齐国求救，这样中山就依附齐国了。齐国张丑反对张登，说这是为了中山，得罪赵、燕、魏等国。田婴听从张登的意见，支持中山为王。张登又游说赵国等国，说齐国想要图谋他们，才联合中山，同意中山称王。于是赵、燕、魏等国支持中山为王，来抵制齐国。中山称王的计划得以实现。
费緤得罪了西周国，张登为了他托公子年游说韩王，说费緤其家万金，让韩王以他为三川郡守，防备西周国。西周一定惶恐而赦免费緤的罪过。